# Mady Christians
Marguerita Maria "Mady" Christians (ur. 19 stycznia 1892 w Wiedniu zm. 28 października 1951 w Norwalk) – austriacko-amerykańska aktorka teatralna i filmowa. Odnosiła duże sukcesy w Stanach Zjednoczonych, dopóki nie znalazła się na czarnej liście w okresie działań polityki makkartyzmu. 

## Życiorys

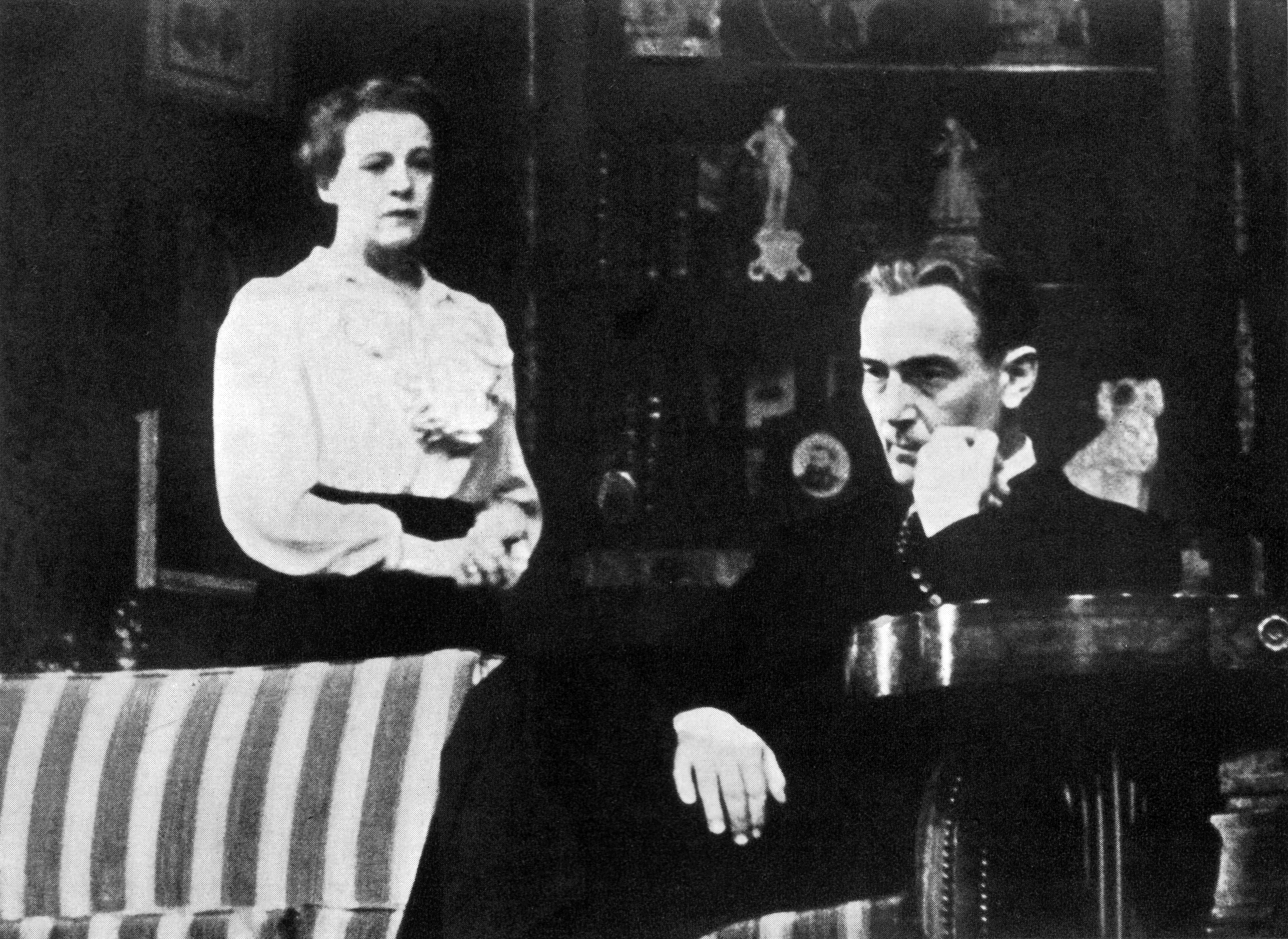
Mady Christians i Paul Lukas w oryginalnej broadwayowskiej produkcji Lillian Hellman Watch on the Rhine (1941)

Marguerita urodziła się w Wiedniu, w Austro-Węgrzech jako córka Rudolpha Christiansa, znanego niemieckiego aktora i jego żony Berthy Klein Christians. Rodzina przeniosła się do Berlina, gdy miała rok. W 1912 roku wyjechali do Nowego Jorku, gdzie jej ojciec został dyrektorem Irving Place Theatre. Pięć lat później wróciła do Europy, aby studiować u Maxa Reinhardta. Pojawiła się w wielu europejskich filmach we wczesnych latach 30.  W 1929 roku zagrała w pierwszym filmie dźwiękowym wyprodukowanym w Niemczech Dich hab ich geliebt. W 1933 roku wróciła do Stanów aby zagrać w sztuce Marching By. W następnym roku otrzymała propozycję kontraktu na Broadwayu, podobnie jak wielu innych niemieckich artystów, którzy szukali schronienia przed reżimem nazistowskim w Stanach Zjednoczonych.
Na Broadwayu Christians grała królową Gertrudę w Hamlecie i Lady Percy w Henryku IV, część I, wystawioną przez reżyserkę Margaret Webster. Webster była częścią małej, ale wpływowej grupy producentów, reżyserów i aktorów lesbijskich w teatrze, do której należały też: Eva Le Gallienne i Cheryl Crawford. Webster i Christians były bliskimi przyjaciółkami, wg biografki Webster Milly S. Barranger, prawdopodobnie były też kochankami. 
W 1941 wystąpiła w broadwayowskiej produkcji Lillian Hellmans Watch on the Rhine, gdzie zagrała u boku Paula Lukasa. W 1944 zagrała tytułową rolę w sztuce I Remember Mama. Ostatnie role na dużym ekranie zagrała w filmach: All My Sons (1948), opartym na sztuce Arthura Millera, i Letter from an Unknown Woman (1948), adaptacji powieści austriackiego pisarza i dramaturga Stefana Zweiga.

## Czarna lista Hollywood
Podczas II wojny światowej Christians była zaangażowana w działalność polityczną na rzecz uchodźców i prawa dla pracowników (zwłaszcza w teatrze i filmie), co zwróciło uwagę Federalnego Biura Śledczego (FBI) oraz innych antykomunistycznych instytucji i organizacji.
Na początku 1941 roku publicznie krytykowała działania komisji House Un-American Activities Committee, która był organem śledczym Izby Reprezentantów Stanów Zjednoczonych, utworzonej w 1938 roku w celu zbadania rzekomej nielojalności i wywrotowych działań ze strony prywatnych obywateli, pracowników publicznych i organizacji podejrzanych o powiązania faszystowskie lub komunistyczne. Porównywała ich działania do nazistowskiego nękania artystów filmowych i radiowych w latach 30. W 1950 roku dział bezpieczeństwa wewnętrznego FBI rozpoczął dochodzenie w sprawie Christians, na podstawie doniesienia informatora, który zidentyfikował ją jako „ukrytego komunistę”. Jej kariera zakończyła się kiedy nazwisko aktorki znalazło się w Red Channels - raporcie o wpływach komunistycznych na radio i telewizję, wydanym przez prawicowy dziennik „Counterattack”  22 czerwca 1950 roku. Broszura wymienia 151 aktorów, pisarzy, muzyków, dziennikarzy telewizyjnych i innych w kontekście rzekomej komunistycznej manipulacji w przemyśle rozrywkowym.

## Śmierć
Mady Christians zmarła 28 października 1951 roku, w wieku 59 lat na udar mózgu, który przypisano stresowi związanemu z narażeniem na inwigilację FBI i umieszczeniem na czarnej liście. 

## Wybrane role
- 1916: Audrey
- 1917: Die Krone von Kerkyra - Liebe und Haß einer Königstochter
- 1917: Das verlorene Paradies
- 1917: Das Edelfräulein
- 1918: Am Scheidewege
- 1918: Die Dreizehn
- 1918: Die Verteidigerin
- 1918: Eine junge Dame von Welt
- 1919: Die Gesunkenen
- 1919: Die Nacht des Grauens
- 1921: Der Mann ohne Namen
- 1921: Der Schicksalstag
- 1922: Żona faraona
- 1923: Der Wetterwart
- 1923: Buddenbrooks
- 1923: Ein Glas Wasser
- 1924: Die Finanzen des Großherzogs
- 1924: Soll und Haben
- 1924: Michael
- 1924: Mensch gegen Mensch
- 1925: Der Abenteurer
- 1925: Der Farmer aus Texas
- 1925: Die Verrufenen
- 1925: Ein Walzertraum
- 1926: Nanette macht alles
- 1926: Die geschiedene Frau
- 1927: Der Sohn der Hagar
- 1927: Heimweh
- 1927: Königin Luis
- 1929: Das brennende Herz
- 1929: Meine Schwester und ich
- 1929: Dich hab’ ich geliebt
- 1931: Das Schicksal der Renate Langen
- 1931: Mon coeur incognito
- 1932: Der schwarze Husar
- 1932: Friederike
- 1933: Salon Dora Green
- 1933: Cesarzowa i ja
- 1933: Manolescu, der Fürst der Diebe
- 1934: Wicked Woman
- 1934: The Only Girl
- 1935: Eskapada
- 1935: Ship Cafe
- 1936: Prawo młodości
- 1937: Kobieta, która kocham
- 1937: Heidi
- 1937: Siódme niebo
- 1943: Czuły towarzysz
- 1944: Adres nieznany
- 1948: Synowie
- 1948: List od nieznajomej